# Chúc ngủ ngon, các em bé!
Chúc ngủ ngon, các em bé! (tiếng Nga: Спокойной ночи, малыши!) là một chương trình tạp kỹ dành cho lứa tuổi học sinh tiểu học và trẻ mầm non của Đài phát thanh - truyền hình Liên Xô, hiện tại thuộc bản quyền Đài truyền hình Nước Nga. Chương trình bắt đầu lên sóng từ ngày 1 tháng 9 năm 1964 đến nay.

Stepashka, Filya, và Khrusha

## Lịch sử

### Xướng ngôn viên
- Владимир Ухин (дядя Володя)
- Валентина Леонтьева (тётя Валя)
- Svetlana Zhiltsova (тетя Света)
- Татьяна Веденеева (тётя Таня)
- Ангелина Вовк (тётя Лина)
- Tatyana Sudets (тётя Таня)
- Юрий Григорьев (дядя Юра)
- Юрий Николаев (дядя Юра)
- Yulya Pustovoytova (тётя Юля)
- Amayak Akopyan — Рахат Лукумыч и в роли самого себя
- Юрий Чернов
- Dmitry Khaustov (дядя Дима)
- Irina Martynova (тётя Ира)
- Anna Mikhalkova
- Оксана Фёдорова
- Виктор Бычков